# Canhoba
Canhoba es un municipio brasileño que está localizado en la región norte del estado de Sergipe.
Su territorio se encuentra dentro del polígono de las secas, con una temperatura media anual de 26 °C y una precipitación media de lluvias de 800 mm/año, con mayor precipitación de marzo a agosto (otoño - invierno). En su relieve predominan colinas y mesetas. El municipio está totalmente insertado en la cuenca del río São Francisco, otros ríos importantes de la región son el río Salgado y sus afluentes río del Poção y el arroyo Cancelo.